# Gliese 393
Gliese 393 (GJ 393 / HIP 51317 / Ross 446) es una estrella de magnitud aparente +9,63. Se localiza en la constelación de Sextans (el sextante) a poco menos de un grado al norte del ecuador celeste.
Dista 23,6 años luz del sistema solar y las estrellas más cercanas a ella son Gliese 382 y EE Leonis, situadas respectivamente a 3,26 y 3,43 años luz de distancia.
Gliese 393 es una enana roja de tipo espectral M2.5V.
Tiene una temperatura efectiva de 3403 K y una masa equivalente al 47 % de la masa del Sol, brillando con una luminosidad bolométrica igual al 5,0 % de la luminosidad solar.
La medida de su diámetro angular —0,607 milisegundos de arco— permite calcular su diámetro real, algo inferior a la mitad del que tiene el Sol.
Gira sobre sí misma con una velocidad de rotación inferior a 1,1 km/s.
Exhibe una metalicidad —abundancia relativa de elementos más pesados que el helio— inferior a la solar ([Fe/H] = -0,12).
Gliese 393 es una estrella joven con una edad aproximada de 70 millones de años y es miembro de la asociación estelar de AB Doradus.